# 阿让托勒
阿让托勒（法語：Argentolles，法語發音：[aʁʒɑ̃tɔl]）是法国上马恩省的一个旧市镇，属于肖蒙区。1973年1月1日，阿让托勒与邻近的6个市镇并入科隆贝双教堂村，后者于2017年1月1日与市镇拉莫特昂布莱西合并为新的科隆贝双教堂村。

## 地理
阿让托勒（48°14'57.32"N, 4°52'53.75"E）面积7.97 平方千米，位于法国大東部大區上马恩省，该省份为法国东北部内陆省份，北起马恩省和默兹省，西接奥布省，西南接科多尔省，东南接上索恩省，东临孚日省。
阿让托勒的时区为UTC+01:00、UTC+02:00（夏令时）。

## 行政
阿让托勒的邮政编码为52330，INSEE市镇编码为52018。

## 人口
阿让托勒于2018年1月1日时的人口数量为39人。